# Cantó de Pélussin
El cantó de Pélussin era una divisió administrativa francesa del departament del Loira, situat al districte de Saint-Étienne. Comptava 14 municipis i el cap era Pélussin. Va desaparèixer el 2015.

## Municipis
- Bessey
- La Chapelle-Villars
- Chavanay
- Chuyer
- Lupé
- Maclas
- Malleval
- Pélussin
- Roisey
- Saint-Appolinard
- Saint-Michel-sur-Rhône
- Saint-Pierre-de-Bœuf
- Véranne
- Vérin

## Història
| Data d'elecció                           | Identitat               | Partit                     | Qualitat |
| ---------------------------------------- | ----------------------- | -------------------------- | -------- |
| 1945-1951                                | Léon Folliasson         | Divers droite              |          |
| 1951-1958                                | Albert Revolon          | Divers droite              |          |
| 1958-1964                                | Fernand Astruc          | MRP                        |          |
| 1964-1967                                | Pierre Jacques          | centrista                  |          |
| 1967-1970                                | Marie-Antoinette Pascal | Sense etiqueta             |          |
| 1970-2008                                | Maurice Limonne         | UDR, després Divers droite |          |
| 2008-2015                                | Georges Bonnard         | Divers droite              |          |
| les dades anteriors no són pas conegudes |                         |                            |          |
|                                          |                         |                            |          |

## Demografia
| A partir de 1990: Població sense dobles comptes |